# Волинцівське
Волинцівське —  селище в Україні, у Новослобідській сільській громаді Конотопського району Сумської області. Населення становить 20 осіб. До 2017 орган місцевого самоврядування — Юр'ївська сільська рада.

## Географія
Селище Волинцівське знаходиться за 5 км від правого берега річки Сейм. На відстані 1 км розташоване село Волинцеве. Місцевість навколо селища сильно заболочена, навколо проведено багато іригаційних каналів.

## Історія
12 червня 2020 року, відповідно до розпорядження Кабінету Міністрів України № 723-р «Про визначення адміністративних центрів та затвердження територій територіальних громад Сумської області», селище увійшло до складу Новослобідської сільської громади.
19 липня 2020 року, в результаті адміністративно-територіальної реформи та ліквідації Путивльського району, увійшло до складу новоутвореного Конотопського району.